# 楊長政
楊長政（1962年5月13日—），中華民國陸軍少將、簡任文官、企業界人士，臺灣新竹縣客家人，畢業於陸軍官校正53期、政大外交戰略專班碩士、國防大學戰研所雙碩士，現任退輔會事業管理處處長，曾任退輔會欣泰石油氣公司總經理、退輔會簡任督導、退輔會照服處長、退輔會板橋榮家主任、退輔會臺中市榮服處長、退輔會屏東縣榮服處長、陸勤部副參謀長、聯勤司令部副參謀長、聯勤三支部指揮官、後備司令部留守業務處長、後備908旅長、高雄縣後備司令等職，其政大碩士論文為：「從中共崛起論臺灣應有的安全戰略」。